# تاریخچه باشگاه یوونتوس از دریچه پیراهن
در ابتدای تأسیس باشگاه فوتبال یوونتوس (۱۸۹۷) پیراهن‌های باشگاه صورتی روشن با کراوات بود که بعدها رنگ خود را به راه راه سیاه و صورتی تغییر داد؛ ناهماهنگی این رنگ‌ها نارضایتی مدیران آن زمان یووه را به وجود آورده بود و در نهایت صورتی جای خود را به رنگ سیاه و سفید داد این رنگ خیلی زود با کسب اولین افتخار نزد هواداران محبوب شد. البته در اولین دیدار بانوی پیر با پیراهن جدید برابر جنوا شکست خورد و در ادامه چند شکست دیگر بداقبالی این رنگ را نشان داد با این حال مدیران تصمیم گرفتند خود را با رنگ پیراهن‌های جدید تطبیق دهند و سرانجام دو سال بعد یوونتوس با این پیراهن اولین اسکودتوی خود را در سال ۱۹۰۵ فتح کرد، این قهرمانی در زمان مدیریت آلفردو دیک به دست آمد، مدیری که سال‌ها بعد به باشگاه رقیب تورینو پیوست.